# Ivy (nome)
Ivy  è un nome proprio di persona inglese femminile.

## Origine e diffusione

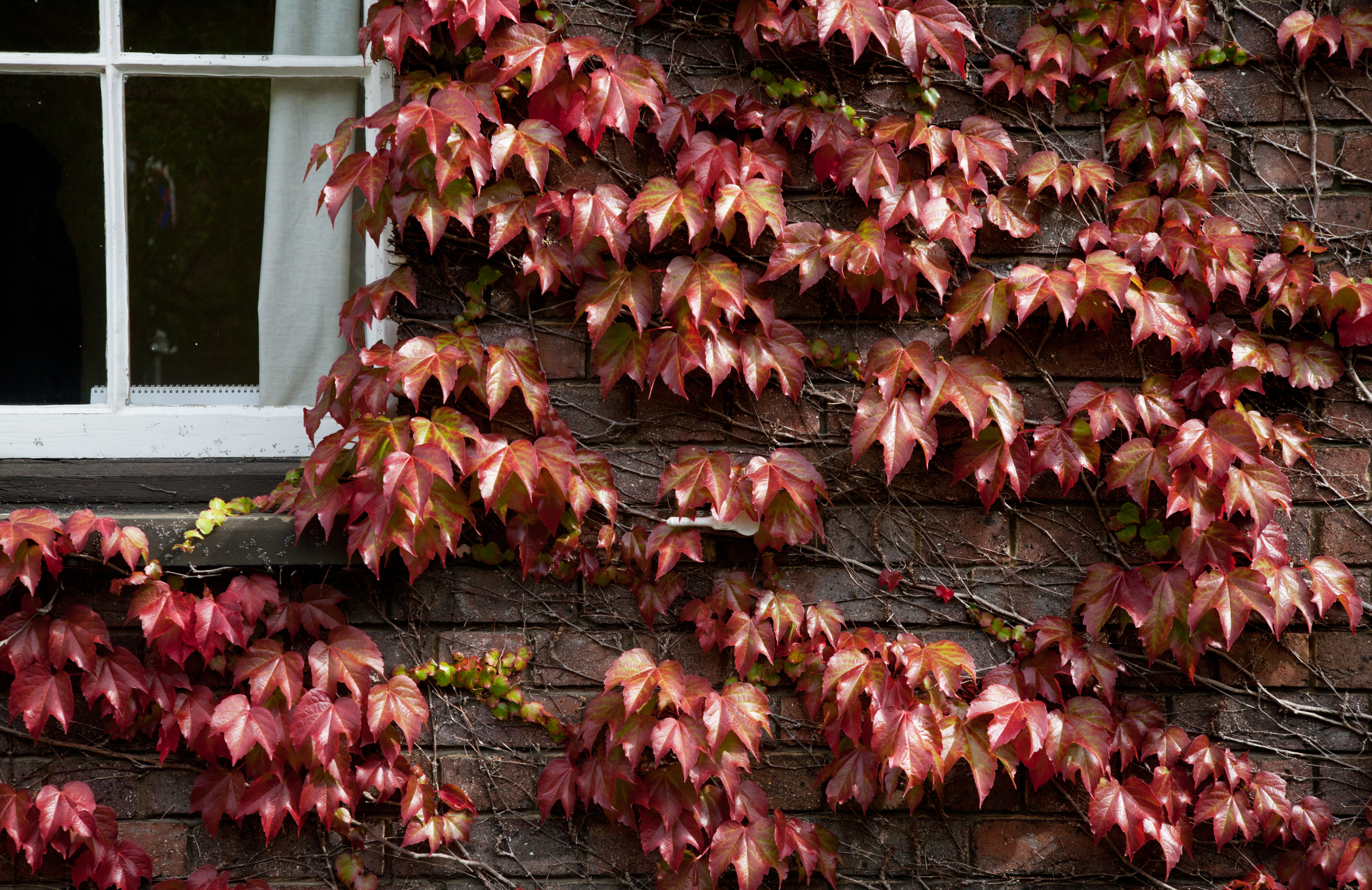
Edera su un muro a Cambridge

Deriva dall'omonima parola inglese che indica l'edera, la pianta rampicante dai piccoli fiori gialli; ha quindi lo stesso significato del nome Edera. Etimologicamente, ivy deriva dall'antico inglese ifig, di origine ignota.

## Onomastico
Il nome è adespota, cioè non è portato da alcuna santa. L'onomastico quindi si festeggia il giorno di Ognissanti, che è il 1º novembre.

## Persone

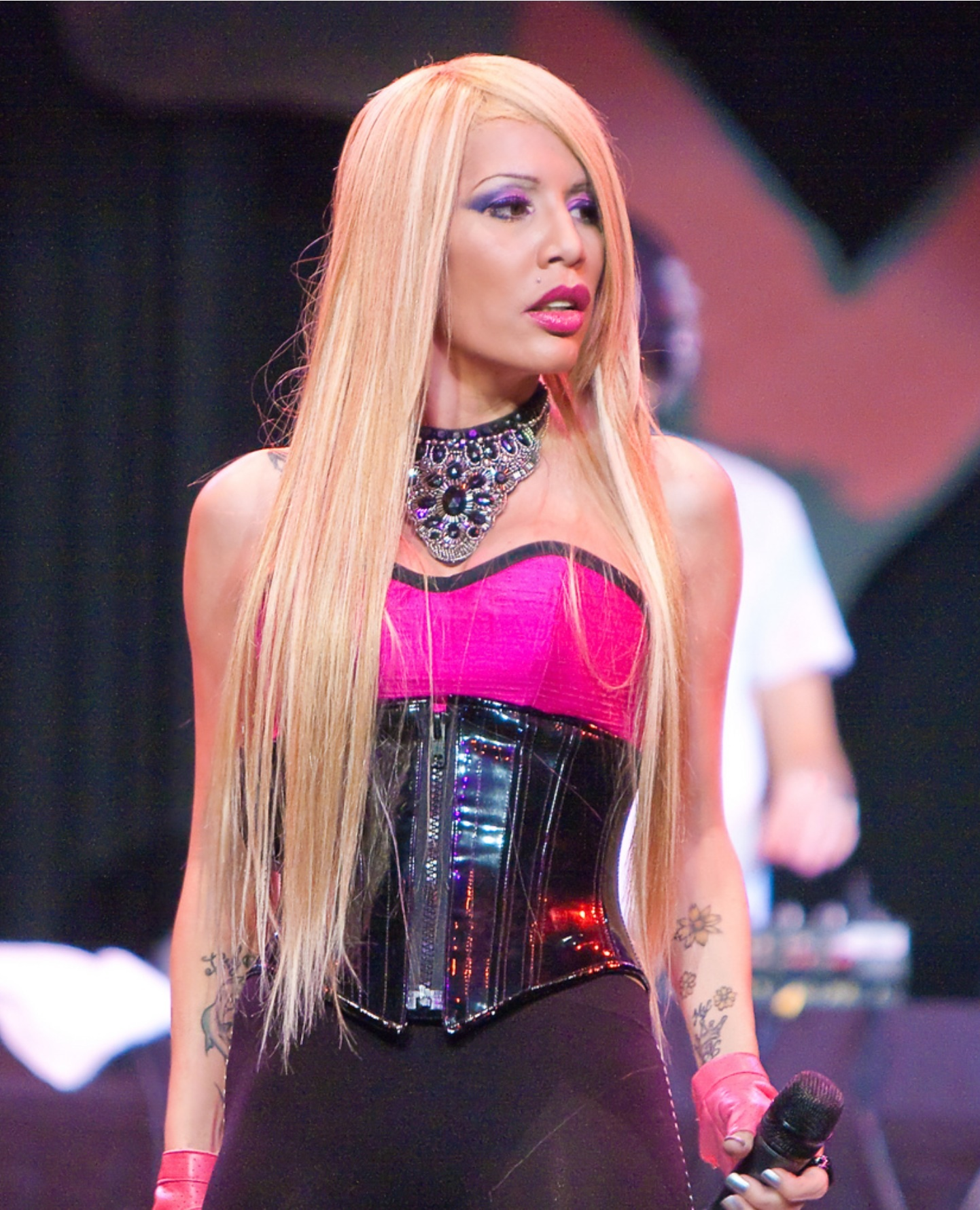
Ivy Queen

- Ivy Compton-Burnett, scrittrice britannica
- Ivy Dumont, politica bahamense
- Ivy Holzer, attrice italiana
- Ivy Latimer, attrice australiana
- Ivy Martinek, attrice francese
- Ivy Quainoo, cantante tedesca
- Ivy Queen, compositrice e cantante portoricana

## Il nome nelle arti
- Ivy è un personaggio della serie animata Dov'è finita Carmen Sandiego?.
- Ivy Dickens è un personaggio della serie televisiva Gossip Girl.
- Ivy Forrester è un personaggio della soap opera Beautiful.
- Ivy Lexton è un personaggio del film del 1947 La sfinge del male, diretto da Sam Wood.
- Ivy Sullivan è un personaggio della serie televisiva 90210.
- Ivy Valentine è un personaggio della serie di videogiochi Soulcalibur.
- Ivy Walker è un personaggio del film del 2004 The Village, diretto da M. Night Shyamalan.
- Ivy Wentz è un personaggio dell'episodio della serie televisiva Buona fortuna Charlie "Il misterioso caso di Mr. Dabney".
- Poison Ivy è un personaggio dei fumetti DC di Batman, e compare sotto il nome Ivy Pepper nella serie televisiva Gotham.